# Patogenicitet
Patogenicitet är den potentiella kapaciteten hos specifika mikroorganismer (exempelvis virus, bakterier) att orsaka sjukdom.
Virulens används ofta synonymt men betecknar mer specifikt graden av patogenicitet. Denna är beroende av mikroorganismens virulensfaktorer; förmåga att bilda toxiner, förmåga att penetrera vävnad, kolonisera, ta över näringsämnen och förmåga att hämma värdorganismens immunförsvar.